# Stazione dell'arte
Il museo Maria Lai "Stazione dell'arte" è un museo dedicato all'artista Maria Lai che si trova a Ulassai, nella subregione barbaricina dell'Ogliastra, comune di nascita della Lai.
Gestito dall'ente "Fondazione Stazione dell'arte Onlus", di cui Maria Lai è stata Presidente onorario a vita, il museo è situato nei locali della ex stazione ferroviaria di Jerzu (da cui il nome) lungo la S.P. 11, restaurati agli inizi degli anni duemila per ospitare il museo, inaugurato l'8 luglio del 2006.
La struttura è articolata in tre edifici distinti: il primo comprende la biglietteria e una biblioteca sull'arte, nata da una donazione di libri appartenuti all'artista, ospitate da quella che era la casa del manovale. Il secondo caseggiato riguarda le sale espositive maggiori, ed anticamente era il fabbricato viaggiatori della stazione nonché la casa del capostazione, mentre il terzo edificio riguarda le sale minori, locate in quella che era la rimessa locomotive dove si praticava la manutenzione dei treni.
All'esterno, tra i vari casolari si trova un grande prato dove nel periodo estivo si svolgono importati avvenimenti teatrali.
Il museo nasce grazie ad un'importante donazione di opere da parte dell'artista Maria Lai e custodisce la più importante e completa collezione pubblica della sua opera.

## Storia
Gli edifici dell'odierno museo di arte contemporanea furono inaugurati nel 1893 come capolinea ferroviario della linea a scartamento ridotto che aveva origine dalla stazione di Gairo Taquisara, impianto da cui questa breve linea (9 km) si diramava dalla Mandas - Arbatax. La presenza della ferrovia facilitò il trasferimento di persone e merci tra Cagliari e Osini, Ulassai (servita dalla stazione di Osini - Ulassai) e Jerzu, di cui le strutture oggi del museo costituivano lo scalo ferroviario.
La linea rimase in funzione sino al 1956, anno in cui fu sostituita da autolinee sostitutive. La strada ferrata fu successivamente smantellata dalle Ferrovie Complementari della Sardegna (ultimo gestore della linea) e la ex stazione di Jerzu nei decenni successivi venne adibita a stalla per vacche e maiali.
Solo intorno alla fine degli anni novanta la struttura venne restaurata dal comune di Ulassai (nel cui territorio è compresa oggi l'ex stazione) con lo scopo di realizzare un museo etnografico locale, ma intorno agli anni 2004-2005 grazie alla collaborazione dell'artista Maria Lai si pensò di trasformarlo in un museo d'arte contemporanea e su progetto degli architetti Sergio Arruanno, Luigi Corgiolu e Fusco Nazario si intervenne ulteriormente sugli interni.

## Museo Camuc
Dal 2021 la Fondazione Stazione dell'arte gestisce il Camuc, acronimo di (Casa Museo Cannas), edificio storico recuperato dal Comune di Ulassai e situato nel cuore del centro storico del paese. 
Attraverso il Camuc la Fondazione amplifica l'offerta culturale proponendo mostre di Arte Contemporanea in dialogo con la collezione storica di Maria Lai.
Nel 2024 attraverso il Camuc si da vita alla Prima Biennale d'arte contemporanea dedicata a Maria Lai, a cura di Gianni Murtas, con la presenza di 23 artisti che operano sul territorio nazionale e internazionale. 
Nel 2025 la mostra "Carolina Melis, Geometrie del caso" a cura di Marco Peri
Nel 2025 la mostra "Mirò incontra Maria Lai, il fascino della sorpresa" con circa 70 opere di Joan Mirò  a cura di Lola Duran Ukar e Marco Peri

## Attività svolte
- 2006 Inaugurazione del Museo Stazione dell'arte
- 2006 BNSG Seminari internazionali sull'arte e il Recupero urbano, scambio culturale studentesco tra l'Ogliastra, il Giappone e gli Stati Uniti d'America
- 2006 Mostra di Maria Lai e lo stilista Antonio Marras
- 2007 Convegno Provinciale "Il Sistema museale diffuso della Provincia Ogliastra", presenti anche lo storico dell'arte Valerio Dehò
- 2007 "Omaggio a Mario Ciusa Romagna" di Maria lai, presentazione di Marcello Fois
- 2007 "Segnare" Mostra personale di Guido Strazza
- 2007 Mostra collettiva "Un Passo in più" Omaggio a Antonio Gramsci, con opere di Aldo Contini, Tonino Casula, Primo Pantoli, Rosanna Rossi, Pinuccio Sciola, Angelo Liberati, Igino Panzino, Gianfranco Pintus, Antonio Mallus, Virginia Siddi, Leonardo Boscani, Danilo Sini
- 2008 Mostra collettiva "Il Ritorno della Figura"
- 2008 Laboratorio del Libro d'artista, "I Figli di Maria" in collaborazione con la Scuola Internazionale di Grafica di Venezia
- 2008 Proiezione inedita del filmato di Legarsi alla montagna "Legare/Collegare" di Tonino Casula.
- 2008 Proiezione video "Viaggio nel mondo magico di Maria Lai"
- 2008 Omaggio di Maria Lai a Costantino Nivola
- 2009 Antologica Maria Lai con opere della Collezione
- 2009 Inaugurazione opera "La Cattura dell'ala del vento" di Maria Lai, in collaborazione con la Saras, presente anche Gian Marco Moratti, Parco Eolico di Ulassai
- 2009 Laboratorio del Libro d'artista e mostra "I mostri dell'inquietudine" in collaborazione con la Scuola Internazionale di Grafica di Venezia
- 2009 Concerto "Maria per Marisa" di Nada (cantante) in ricordo di Marisa Sannia
- 2009 Personale Zaza Calzia e Nino Dore
- 2009 Festival dei Tacchi, Spettacolo di Pippo Delbono
- 2010 Mostra di Maria Lai "Riflessioni di una nonagenaria" presentazione di Gianni Murtas
- 2010 Festival dei Tacchi, Spettacolo di Paolo Rossi (attore)
- 2010 Festival dei Tacchi, Spettacolo di Marco Paolini
- 2011 Concerto di Paolo Fresu ed Erick Marchand "Cinquant'anni suonati"
- 2011 Convegno INU "Contributi per l'Ogliastra" in collaborazione con l'Università di Architettura di Cagliari
- 2011 Festival dei Tacchi, Spettacolo di Ascanio Celestini
- 2011 Festival dei Tacchi, Spettacolo di Luca Mercalli
- 2011 Festival dei Tacchi, Spettacolo di Marco Baliani e Gavino Murgia
- 2011 Festival dei Tacchi, Presentazione del libro di Don Andrea Gallo
- 2012 Festival dei Tacchi, Spettacolo di Laura Curino
- 2012 Festival dei Tacchi, Spettacolo di Peppino Mazzotta
- 2013 Premio Babel, Circuito a cura di Roberta Vanali
- 2013 Festival dei Tacchi, Spettacolo di Toni Servillo
- 2013 Festival dei Tacchi, Spettacolo di Michela Murgia
- 2013 Festival dei Tacchi, Spettacolo di Giulio Cavalli
- 2014 Mostra "Parola d'artista" con opere di Maria Lai, a cura di Cristiana Giglio
- 2014 Mostra "Una Stazione per l'arte" con opere inedite di Maria Lai, inserita nella rassegna "Ricucire il Mondo", in collaborazione con il Museo d'arte della provincia di Nuoro e la Galleria comunale d'arte di Cagliari
- 2015 Visita istituzionale Presidente della Camera dei deputati
- 2015 Festival dei Tacchi, Spettacolo dei Gatti Mézzi
- 2015 Festival dei Tacchi, Spettacoli di Jacopo Cullin, Danio Manfredini, Renato Sarti (attore), Alessandro Mascia, Pierpaolo Piludu e Mübin Dünen.
- 2016 Mostra "I Maestri e la Terra", opere inedite di Maria Lai, opere di Arturo Martini, e Renato Marino Mazzacurati
- 2016 Festival dei Tacchi, Spettacoli di Toni Servillo, Marco Baliani, Marco Paolini, Lella Costa
- 2018 Mostra "Maria Lai. Sguardo Opera Pensiero", a cura di Davide Mariani
- 2019 Mostra "Maria Lai. Pane quotidiano", a cura di Davide Mariani
- 2019 Collaborazione mostra "Maria Lai. Tenendo per mano il sole", a cura di Bartolomeo Pietromarchi e Luigia Lonardelli al Maxxi di Roma
- 2019 Mostra "Maria Lai. Tenendo per mano l'ombra", a cura di Davide Mariani
- 2019 Progetto "Marcello Maloberti. Cuore Mio", a cura di Davide Mariani
- 2019 Collaborazione mostra "Maria Lai. Suivez le rythme", a cura di Davide Mariani all'Istituto Italiano di cultura di Parigi
- 2019 Mostra "Maria Lai. Lente sul mondo", a cura di Davide Mariani
- 2021 Mostra "Mirella Bentivoglio, l'altra faccia della Luna", a cura di Davide Mariani e Paolo Cortese
- 2021 Mostra "Narcisa Nonni, insieme a te non ci sto più" a cura di Davide Mariani
- 2021 Mostra "Stefano Boeri Sii albero" a cura di Stefano Boeri Architetti e Davide Mariani
- 2021 Mostra "Maria Lai, di Terra e di cielo" Prima mostra d'inaugurazione del (Camuc) a cura di Davide Mariani
- 2022 Mostra "Maria Lai, un'inedita Via Crucis" a cura di Gianni Murtas
- 2023 Mostra "Maria Lai, Paesaggi" a cura di Damiano Rossi, Claudia Contu, Luisella Cannas.
- 2024 Prima Biennale d'arte Contemporanea di Ulassai (dedicata a Maria Lai) (Stazione dell'arte e Camuc), a cura di Gianni Murtas e del comitato scientifico (Chiara Manca, Damiano Rossi, Antonello Carboni)
- 2025 Mostra "Carolina Melis, geometrie del caso" (Stazione dell'arte e Camuc) a cura di Marco Peri.
- 2025 Mostra "Mirò incontra Maria Lai" a cura di Lola Duran Ukar e Marco Peri.

## Elenco delle opere di Maria Lai della collezione
La collezione del Museo Maria Lai "Stazione dell'Arte" si compone delle opere più significative del percorso artistico di Maria Lai e rappresenta la raccolta pubblica più completa in grado di testimoniare tutte le tappe della sua lunga carriera. Tra le oltre centoquaranta opere vi sono:
- Mondo incandescente, fili e stoffe cucite, 1988
- La notte dei mondi scuciti, fili e stoffe cucite, 2006
- Errando, fili e stoffe cucite, 1987
- La mappa di Colombo, fili e stoffe cucite, 1983
- Lente sul mondo, fili e stoffe cucite, 2009
- Fili al vento, fili e stoffe cucite, 1984
- Terra e cielo, fili e stoffe cucite, 1988–2006
- Il dio distratto (Ermafrodito), tela di juta e corde, 1965
- Il dio distratto, libro cucito, 1990
- Curiosape, libro cucito, 1990
- Libro scalpo, libro cucito, 1990
- Tenendo per mano l'ombra, libro cucito, 1987
- Il mare ha bisogno di fichi, libro cucito, 1996
- Ritratto, ceramica smaltata, 1941
- Paesaggio, ceramica smaltata, 1947
- Paesaggio, tela, corde, velluti, 1975/87
- Telaio della terra, corde, legno, olio, 1968
- Telaio del meriggio, corde, legno, olio, 1968
- Telaio paesaggio degli uccelli, corde, legno, pittura, 1967
- Andende andende, presepio di sassi, tempera su tavola, corde, 1995/2004
- Pupo di Pane, pane, 1976
- Stella cometa, velluto cucito su tavola, spiga di grano, 2007
- In sa matta e s'olìa, fili di ottone e tronco di olivo su tavola, 1999
- Lei cantava, acquarello e semola su tavola, 2004
- Cavallo marino, acquarello su tavola, con sabbia e brillantini, 1997
- Maria Pietra 2, matita su carta, 1962
- Maria Pietra 3, matita su carta, 1962
- Lavagna, velluto e fili cuciti su tavola, 1981
- La rupe, collage di carte su tavola, tempera, plexiglas, 2002
- La rupe, collage di carte su tavola, tempera, 2002
- Cea - spiaggia con giallo, collage di carte su tavola, tempera, 2002
- Lettere dal carcere, collage di pagine cucite, pagine scritte, 2007
- Presepe dell'albero, tempera, tronco di ulivo, statuine di legno su tavola, 1993/1999
- Invito a tavola, installazione di terracotta, 2004
- Ca' de janas, filo su carta, 1997
- Pietre quotidiane, composta da cinque elementi, tavola, stoffa scritture a penna su tavola, 2005
- Maria Pietra, scultura di terracotta smaltata, 1993
- Presepe grande, composizione di cubi, con paglia e corde, 2006
- Omaggio a Mario Ciusa Romagna, 12 opere, ognuna è costituita da collage di stoffe su tavola, fili, sassi, 2007
- La casa delle fate 1, stoffe cucite su tavola, 1991
- La casa delle fate 2, stoffe cucite su tavola, 1991
- La casa delle fate 3, stoffe cucite su tavola, 1991
- Il gioco delle parti, tavolette dipinte incollate ad una grande tavola, 2005
- La fuga della capretta, collage di tappeto sardo e fili di telaio, 2006
- Il ritorno della capretta, collage di tappeto sardo e fili di telaio, 2006
- La capretta, scultura di terracotta, 2002
- Diario di bordo 1, ceramica smaltata 1990
- Diario di bordo 2, ceramica smaltata 1990

## Elenco delle opere di altri artisti della collezione
- Guido Strazza Centro Blu, tempera su tavola 2007
- Guido Strazza Segno, tempera su tela 2005
- Igino Panzino Carta Gramsci, collage di carta 2005
- Antonio Marras numero 3 Cappe di pastori, tela cucita, pennarello, 2006
- Costantino Nivola Libro, collage su carta 1985
- Virginia Siddi I nostri rossi, olio su tavola 2005
- Alberto Marci Maybe i has lied when i said i was ok, incisione su carta 2007
- Alberto Marci Hare, pittura su pietra
- Renato Restelli La mia Sardegna, olio su tela 2014

### Opere di Maria Lai negli spazi esterni
- Le cinque esse, 5 pannelli in forex, 1999/2006
- Fiabe intrecciate, omaggio ad Antonio Gramsci, scultura in acciaio inossidabile 2007
- Telaio del vento, alluminio, 2007
- Nastro celeste, ceramica smaltata, 2002

### Opere nel paese
- Museo a cielo aperto "Maria Lai"